# Sad!
"Sad!" é uma canção do rapper e cantor americano XXXTentacion e o primeiro single de seu segundo álbum de estúdio, ? (2018). Foi lançado em 2 de março de 2018. A faixa foi produzida por John Cunningham.
A canção é a mais bem-sucedida comercialmente de XXXTentacion nos Estados Unidos, chegando ao topo da Billboard Hot 100 após a sua morte, em junho de 2018.

## Antecedentes
XXXTentacion começou a trabalhar com o produtor John Cunningham em janeiro de 2018, depois que uma prévia de uma música acústica foi enviada para a página do Instagram de X, mostrando Cunningham tocando guitarra enquanto X cantava. Em 11 de janeiro de 2018, X enviou um vídeo para seu canal no YouTube, mostrando-o jogando o popular jogo eletrônico, PlayerUnknown’s Battlegrounds. A introdução do vídeo foi uma pré-estreia para "Sad!" e X ainda previu a canção um mês depois em um vídeo em 4 de fevereiro de 2018, após especulações de que a canção se chamava "Sad n Low" após uma quantidade massiva de trechos enviados para o YouTube. Ele passou a escrever na descrição: "Oh, espere e mais uma coisa! Aquela música "Sad n Low" não é a versão final dela, nem é mesmo chamada de Sad n Low ... -.-" X passou a pré-visualizar a canção mais uma vez em um vídeo no YouTube antes de seu lançamento oficial alguns dias depois.

## Lançamento e recepção
Em 1º de março de 2018, X anunciou que estava lançando duas novas canções de seu segundo álbum, ?, dizendo no Instagram: "Soltando duas canções do meu álbum hoje à noite [...] toque-as mais vezes do que você pode contar."  "Sad!" foi lançado em 2 de março de 2018 no Spotify, Deezer, iTunes / Apple Music e Tidal ao lado da canção "Changes".
A HotNewHipHop comparou "Sad!" com as canções presentes no álbum de estreia de X, 17 (2017), devido a sua estética emo hip hop, dizendo: "Mais uma vez, o jovem da Flórida está entrando no território emo - com um loop de sintetizador lo-fi e percussão nítida, a balada melódica mostra a orelha de sua melodia." A XXL observou que o "instrumental otimista" variou das letras que mostravam XXX "lutando contra a depressão e suicídio sobre uma ex-amante."
"Sad!" também foi bem recebida entre personalidades da mídia, especialmente por Kylie Jenner, que mostrou a música em sua história no Snapchat, o que geralmente leva a uma grande exposição e promoção para os singles.
Em 10 de maio de 2018, a Billboard informou que a canção foi removida das listas de reprodução do Spotify depois que a política de conteúdo odioso e conduta odiosa recentemente promulgada entrou em vigor. Seis dias após a remoção da playlist, os fluxos da música caíram 17% por dia nos Estados Unidos em média.

## Créditos e pessoal
Créditos adaptados através do Tidal.
- Jahseh Onfroy – composição
- John Cunningham – composição, produção
- Koen Heldens – mixagem
- Kevin Peterson – masterização
- Dave Kutch – masterização

## Desempenho nas tabelas musicais
| Tabelas musicais (2018)                        | Melhor posição |
| ---------------------------------------------- | -------------- |
| O campo songid é OBRIGATÓRIO PARA PARADA ALEMÃ | 33             |
| Austrália (ARIA)                               | 9              |
| Áustria (Ö3 Austria Top 75)                    | 19             |
| Bélgica (Ultratop 50 de Flandres)              | 43             |
| Bélgica (Ultratip Bubbling Under da Valônia)   | 4              |
| Canadá (Canadian Hot 100)                      | 5              |
| República Checa (Singles Digitál Top 100)      | 9              |
| Dinamarca (Tracklisten)                        | 4              |
| Estados Unidos (Billboard Hot 100)             | 1              |
| Estados Unidos (Billboard R&B/Hip-Hop)         | 1              |
| Estados Unidos (Billboard Rhythmic)            | 24             |
| Finlândia (Suomen virallinen lista)            | 12             |
| Hungria (Stream Top 40)                        | 4              |
| Irlanda (IRMA)                                 | 10             |
| Itália (FIMI)                                  | 26             |
| Países Baixos (Single Top 100)                 | 22             |
| Nova Zelândia (Recorded Music NZ)              | 4              |
| Noruega (VG-lista)                             | 6              |
| Portugal (AFP)                                 | 7              |
| Eslováquia (Singles Digitál Top 100)           | 10             |
| Espanha (PROMUSICAE)                           | 76             |
| Suécia (Sverigetopplistan)                     | 9              |
| Suíça (Schweizer Hitparade)                    | 32             |
| Reino Unido (UK Singles Chart)                 | 19             |
| Reino Unido (OCC UK Indie)                     | 1              |

## Certificações
| País (Empresa)             | Certificação | Vendas    |
| -------------------------- | ------------ | --------- |
| Austrália (ARIA)           | Platina      | 70.000    |
| Canadá (Music Canada)      | 2× Platina   | 160.000   |
| Dinamarca (IFPI Dinamarca) | Ouro         | 45.000    |
| Estados Unidos (RIAA)      | 2× Platina   | 2.000.000 |
| Itália (FIMI)              | Ouro         | 25.000    |
| Nova Zelândia (RMNZ)       | Platina      | 30.000    |
| Reino Unido (BPI)          | Prata        | 200.000   |